# Fuori da qui (singolo)
Fuori da qui è un singolo del rapper italiano Jake La Furia, pubblicato il 1º aprile 2016 come terzo estratto dall'album omonimo.

## Descrizione
Quarta traccia dell'album, il brano ha visto la partecipazione vocale del cantautore italiano Luca Carboni. Il testo e la musica sono stati scritti da Jake La Furia e Alessandro Raina.

## Video musicale
Il videoclip, diretto dai Trilathera, è stato pubblicato il 1º aprile 2016 attraverso il canale YouTube del rapper. In esso scorrono le immagini del protagonista che, in un luogo vuoto e sospeso, cammina verso qualcosa di nuovo incontrando alcuni personaggi che metaforicamente enfatizzano passaggi della sua storia umana ed artistica.

## Tracce
1. Fuori da qui (feat. Luca Carboni) – 3:17